# Совка ленточная тёмно-бурая
Совка ленточная тёмно-бурая (лат. Noctua janthina) — ночная бабочка из семейства совок.

## Описание
Размах крыльев 33 - 44 мм.

## Ареал и местообитание
Ареал вида простирается на территории Европы, однако требует дополнительного изучения. На территории Украины встречается локально в Карпатах, Лесостепи, Степи и Крыму. Встречается на лугах, полянах, по опушкам лесов, в парках, садах.

## Время лёта
Период лёта бабочки с июня по сентябрь. Развивается одно поколение за год.

## Кормовые растения гусениц
Аронник, боярышник, плющ, Primula, слива, малина, щавель, ива, крапива, вяз, фиалки.